# Klaus Mohr (Politiker)
Klaus Mohr (* 29. April 1965 in Duisburg) ist ein deutscher Rechtsanwalt und ehemaliger Landtagsabgeordneter (SPD). Er gehörte dem Landtag von Mecklenburg-Vorpommern von 2002 bis 2006 an.

## Biografie
Klaus Mohr studierte Jura in Münster und schloss einen Studienaufenthalt in Paris an. Zurzeit ist er Geschäftsführer des Berufsförderungswerks Stralsunds.

## Politik
Klaus Mohr ist stellvertretender Vorsitzender des SPD-Kreisverbandes Nördliches Vorpommern.